# Kiana Ledé
Kiana Ledé Brown (Phoenix, 3 aprile 1997) è una cantautrice e attrice statunitense.
Diventata famosa prima come attrice grazie alla serie TV horror Scream, successivamente Kiana Ledé si è dedicata principalmente alla musica, pubblicando l'album di debutto Kiki nel 2020.

## Carriera
Avvezza alla musica ed alle esibizioni dal vivo fin da piccolissima, Kiana Ledé ha studiato canto e pianoforte fin da bambina. Il suo primo contatto con il mondo della musica mainstream avviene attraverso la piattaforma online Kidz Bop, sul quale carica alcune cover: la popolarità acquisita con questa modalità le permette di vincere il premio Kidz Star USA Grand Prize nel 2011, e di ottenere dunque un contratto con la RCA Records nello stesso anno. Nel 2012, la cantante ha pubblicato il suo primo brano inedito, il singolo Hey Chicas. Segue un altro singolo, Do The Mermaid.
Alcuni anni dopo questo primo contatto con il mondo dell'intrattenimento, nel 2016 Kiana Ledé entra a far parte del cast della serie TV Scream e pubblica il singolo natalizio Home For Christmas. Nei mesi successivi, Kiana lascia definitivamente la RCA e firma un contratto con la Republic Records, sua attuale etichetta discografica. Vengono pubblicati dunque alcuni singoli tra cui Fairplay con A$AP Ferg ed EX: quest'ultimo brano ottiene un notevole successo in USA e le permette di pubblicare il suo primo EP con la Republic, Selfless. Successivamente, Kiana collabora con Ella Eyre e Banx & Ranx nel brano Mama.
Il 3 aprile 2020, dopo aver pubblicato ulteriori singoli tra cui Mad At Me, Easy Breezy e Chocolate, Kiana Ledé pubblica il suo album di debutto Kiki, che raggiunge la trentesima posizione nella Billboard 200. Nei mesi successivi, la cantante pubblica il brano Dear Mr President, cover di P!nk che l'artista dedica tuttavia a Donald Trump per via delle proteste riguardanti il fenomeno del razzismo negli Stati Uniti. Successivamente l'artista collabora con il celebre cantante R&B Usher nel brano This Day. Nel febbraio 2021 collabora con i THEY nel singolo Count Me In.
Nel giugno 2023, Ledé pubblica il secondo album in studio Grudges.

## Discografia

### Album in studio
- 2020 – Kiki
- 2023 – Grudges
- 2024 – Cut Ties

### EP
- 2015 – Soulfood Sessions
- 2016 – Christmas by Ledé
- 2018 – Selfless
- 2019 – Myself

### Singoli
- 2012 – Hey Chicas
- 2012 – Do the Mermaid
- 2016 – Home for Christmas
- 2017 – I Choose You
- 2017 – One of Them Days
- 2017 – Fairplay
- 2018 – Ex
- 2018 – Big Spender
- 2019 – Bruised Not Broken
- 2019 – Can I
- 2019 – Bouncin
- 2019 – Title
- 2019 –  Easy Breezy
- 2020 – Mad At Me
- 2020 – Forfeit
- 2020 – Chocolate (feat. Ari Lennox)
- 2020 – Only Fan (feat. Jacquees)
- 2021 – Ur Best Friend (feat. Kehlani)

## Filmografia
- Scream – serie TV, 11 episodi (2016)
- Next Gen, regia di Kevin R. Adams e Joe Ksander (2018)